# Минами-ку
Минами-ку (яп. 南区) — район города Ниигата префектуры Ниигата в Японии. По состоянию на 1 июня 2013 года население района составило 46 166 человек, плотность населения — 458 чел / км ².

## История
Район Минами-ку был создан 1 апреля 2007 года, когда Ниигата получила статус города, определённого указом правительства. В состав района, название которого переводится как южный округ, вошли бывшие город Сиронэ и деревни Адзиката и Цукигата.

## Достопримечательности
- Фестиваль воздушных змеев в Сиронэ